# Wim Kieft

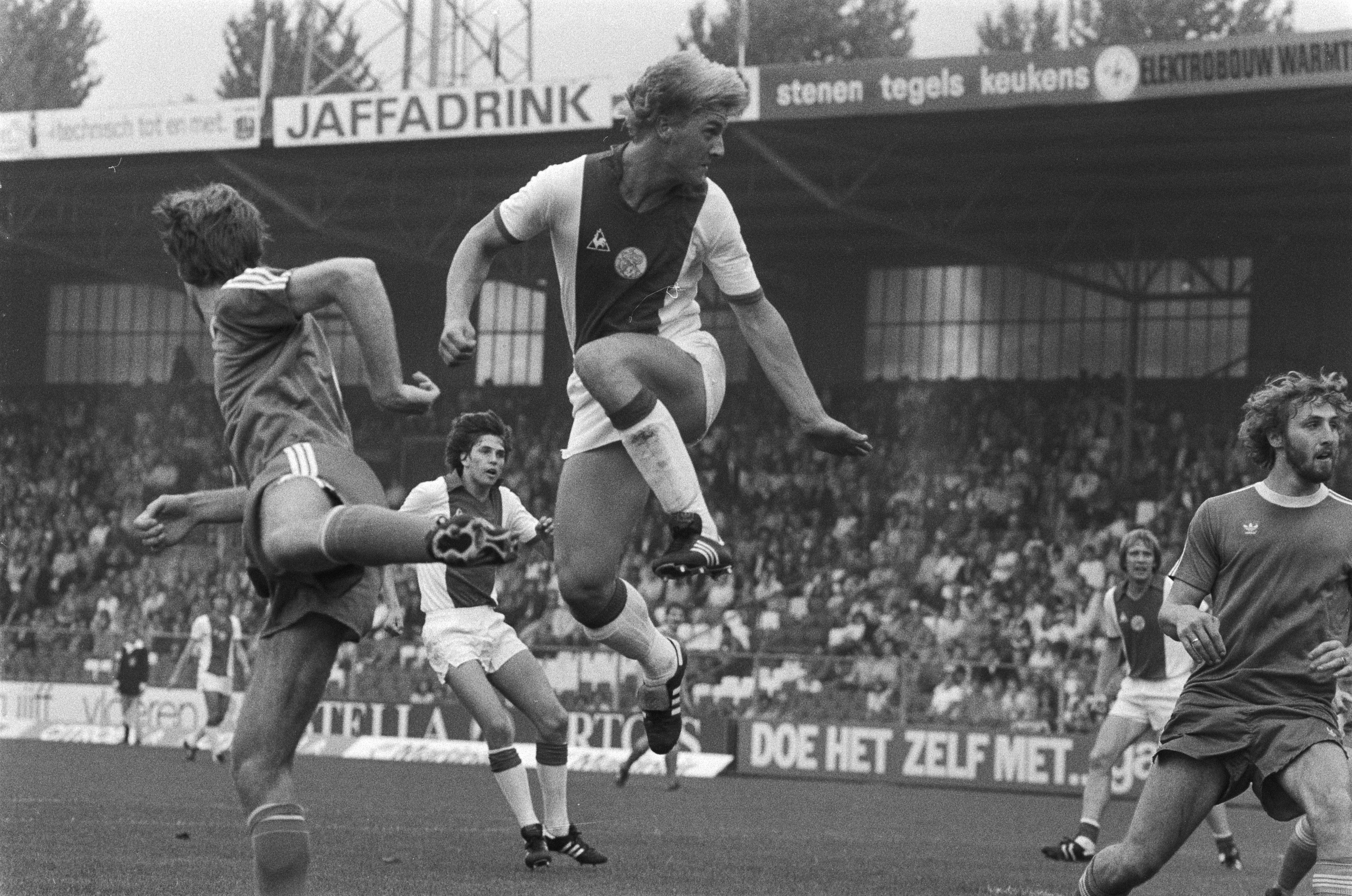
Kieft con el Ajax ante el Groningen en 1980.

Willem Cornelis Nicolaas Kieft (Ámsterdam, 12 de noviembre de 1962), más conocido como Wim Kieft, es un exfutbolista neerlandés que jugaba de delantero centro. Fue internacional con la selección de Países Bajos durante doce años, de 1981 a 1993.

## Biografía
Jugó para el Ajax de Ámsterdam, el PSV Eindhoven, el Pisa y el Girondins de Burdeos y la selección nacional de fútbol de su país. Salió de una escuela de delanteros, en la cual jugó en el estadio De Meer en Ámsterdam con el equipo del Ajax.
Sus contemporáneos fueron Frank Rijkaard, John van 't Schip, Marco van Basten y Gerald Vanenburg; esos jóvenes jugadores hicieron en los 80 una altamente exitosa década para los neerlandeses Ajax y PSV. Ganó la Copa Europea de Naciones en 1988 (ahora conocida como Eurocopa) en Alemania. En dicho torneo su mayor contribución fue el único gol que su escuadra anotó contra la selección de Irlanda a tan solo ocho minutos antes del final del encuentro, lo que ayudó a su selección a sobrepasar a Irlanda en puntos y clasificarse en segunda posición en el Grupo B, por detrás de la URSS, y asegurar una plaza para las semifinales. Kieft también ganó la Liga de Campeones de la UEFA con el PSV ese mismo año. Actualmente es comentarista para la televisión en los canales de Sport1 y RTL.
Su hijo, Robbin Kieft, también es futbolista, y juega para el Sport Vereniging De Meteoor de la Derde Klasse.